# ブラゴイ・イヴァノフ
ブラゴイ・イヴァノフ（Благой Иванов；1898年8月21日 - 1951年10月31日）は、ブルガリアの政治家、軍人。中将。
クリスラ村の労働者の家庭に生まれる。建築業で働く。1918年の蜂起に参加。1919年、ブルガリア共産党と全連邦共産党（ボリシェヴィキ党）に入党した。1923年、九月蜂起の準備に加わり、戦闘部隊指揮官の補佐官だった。蜂起失敗後、ユーゴスラビアに逃亡。1924年に帰国するが、間もなく国を離れた。1925年、欠席裁判で死刑を言い渡され、ソ連に亡命。
1930年、西側少数民族共産主義大学を卒業。1935年からブルガリア共産党国外局員となり、T.ディミトロフの側近となった。1935年からブルガリア共産党ソフィア委員会委員。1937年～1938年、国際旅団においてスペイン内戦に参加し、フランコ軍に抑留されたが、釈放後、ソ連に戻る。
1941年、労農赤軍に志願。1943年初め、国外局の決定により、ブルガリア国内での非合法業務に派遣された。パルチザン部隊において、ソフィア地域の戦闘に参加した。1944年7月、ブルガリア共産党中央委員会に入り、間もなく参謀総長となった。ブルガリアが連合国側に移った後、1944年9月、人民国防相補佐官に任命。
その後、建設省の労働義務局長、建設相補佐官、建設相を歴任。